# Afroneta millidgei
Afroneta millidgei är en spindelart som beskrevs av Merrett och Anthony Russell-Smith 1996. Afroneta millidgei ingår i släktet Afroneta och familjen täckvävarspindlar.
Artens utbredningsområde är Etiopien. Inga underarter finns listade i Catalogue of Life.